# John Conyers
John James Conyers, né le 16 mai 1929 à Highland Park (Michigan) et mort le 27 octobre 2019 à Détroit (Michigan), est un homme politique américain, membre démocrate de la Chambre des représentants des États-Unis de 1965 à 2017.

## Biographie

### Origines et militantisme pour les droits civiques
John Conyers est originaire de Détroit. En 1948, il s'engage dans la garde nationale du Michigan et rejoint deux ans plus tard la United States Army. Il quitte l'armée en 1954 et suit des études de droit à l'université de Wayne State. Diplômé en 1958, il devient avocat et conseille notamment des syndicats.
Engagé dans la défense des droits civiques, il siège depuis les années 1960 au conseil exécutif de l'Union américaine pour les libertés civiles et de la NAACP de Détroit.

### Carrière politique
Membre du Parti démocrate, il est élu en 1964 à la Chambre des représentants des États-Unis avec 84 % des suffrages. Il est depuis réélu tous les deux ans avec plus de 80 % des voix (sauf en 2010 et 2014 où il rassemble 76,8 % et 79,5 % des suffrages). Son district portait le numéro 1 jusqu'en 1993 et le numéro 14 jusqu'en 2013. Aujourd'hui nommé le 13e district, sa circonscription inclut la majeure partie du nord-ouest de Détroit, ainsi que Highland Park, Hamtramck et une partie de Dearborn.
Du 101e au 103e Congrès, il préside la commission sur les opérations gouvernementales. Lorsque les démocrates reprennent le contrôle de la Chambre en 2006, il accède à la présidence de la commission sur la justice, rôle qu'il exerce durant le 110e et le 111e congrès.
En 2015, il devient le plus ancien membre de la Chambre des représentants avec le départ à la retraite de John Dingell.

### Accusations de harcèlement sexuel et démission
Le 21 novembre 2017, BuzzFeed annonce que John Conyers fait l'objet d'accusations de harcèlement sexuel par d'anciennes assistantes,,. Quelques jours plus tard, sous la pression d'élus démocrates, il quitte sa position de premier démocrate au sein de la commission sur la justice de la Chambre. Le 5 décembre, il annonce sa retraite de la Chambre des représentants (sans parler de « démission ») et soutient son fils, John Conyers III, pour lui succéder.

## Prises de position
John Conyers a proposé et soutenu différentes lois au Congrès, dont :
- Le Martin Luther King Holiday Act,
- Le Alcohol Warning Label Act,
- Le National Voter Registration Act,
- Le Hate Crime Statistics Act.

En 1988, il mène une procédure d' « impeachment » contre Alcee Hastings (un juge du tribunal de district des États-Unis pour le district sud de la Floride).
Lors de la guerre du Donbass, le 12 juin 2015, le congrès des États-Unis a voté un amendement qui interdit toute formation militaire et financement pour le régiment Azov. Selon les élus américains, le régiment Azov est considéré comme une « troisième force » dans la guerre du Donbass, non soumis à l'autorité du président de Petro Porochenko et ignorant les accords de Minsk. À cette occasion, John Conyers a déclaré qu'il était satisfait que « nos militaires ne formeront pas cet odieux et méprisable bataillon nazi ».

## Historique électoral

### Chambre des représentants
| Année | John Conyers | Rép    | Lib   | Ind   | CP    | Vert  | NLP   | SEP   | SWP   | AIP   |
| ----- | ------------ | ------ | ----- | ----- | ----- | ----- | ----- | ----- | ----- | ----- |
| Année |              |        |       |       |       |       |       |       |       |       |
| 1964  | 83,6 %       | 15,6 % | —     | —     | —     | —     | —     | —     | —     | —     |
| 1966  | 84,2 %       | 15,8 % | —     | —     | —     | —     | —     | —     | —     | —     |
| 1968  | 100,0 %      | —      | —     | —     | —     | —     | —     | —     | —     | —     |
| 1970  | 88,2 %       | 11,2 % | —     | —     | —     | —     | —     | —     | 0,6 % | —     |
| 1972  | 88,4 %       | 10,8 % | —     | —     | —     | —     | —     | —     | 0,2 % | 0,5 % |
| 1974  | 90,7 %       | 8,7 %  | —     | —     | —     | —     | —     | —     | 0,4 % | —     |
| 1976  | 92,4 %       | 6,5 %  | 0,2 % | —     | —     | —     | —     | —     | 0,5 % | 0,5 % |
| 1978  | 92,9 %       | 7,1 %  | —     | —     | —     | —     | —     | —     | —     | —     |
| 1980  | 94,7 %       | 4,8 %  | 0,5 % | —     | —     | —     | —     | —     | —     | —     |
| 1982  | 96,7 %       | —      | 2,5 % | —     | —     | —     | —     | 0,9 % | —     | —     |
| 1984  | 89,4 %       | 10,2 % | —     | —     | —     | —     | —     | —     | 0,4 % | —     |
| 1986  | 89,2 %       | 9,8 %  | —     | 1,0 % | —     | —     | —     | —     | —     | —     |
| 1988  | 91,2 %       | 7,8 %  | 0,5 % | —     | —     | —     | —     | —     | —     | —     |
| 1990  | 89,3 %       | 8,5 %  | 0,9 % | 1,3 % | —     | —     | —     | —     | —     | —     |
| 1992  | 82,4 %       | 15,9 % | —     | —     | —     | —     | 1,0 % | 0,6 % | —     | —     |
| 1994  | 81,5 %       | 16,6 % | —     | —     | —     | —     | 1,9 % | —     | —     | —     |
| 1996  | 85,9 %       | 12,1 % | 0,9 % | 0,4 % | —     | —     | 0,4 % | 0,4 % | —     | —     |
| 1998  | 86,9 %       | 11,1 % | 1,2 % | —     | —     | —     | 0,7 % | —     | —     | —     |
| 2000  | 89,1 %       | 9,3 %  | 1,1 % | —     | —     | —     | 0,5 % | —     | —     | —     |
| 2002  | 83,2 %       | 15,2 % | 0,9 % | —     | —     | 0,7 % | —     | —     | —     | —     |
| 2004  | 83,9 %       | 13,8 % | 0,9 % |       | 0,5 % | 0,9 % | —     | —     | —     | —     |
| 2006  | 85,3 %       | 14,7 % | —     | —     | —     | —     | —     | —     | —     | —     |
| 2008  | 92,4 %       | —      | 4,4 % | —     | —     | 3,3 % | —     | —     | —     | —     |
| 2010  | 76,8 %       | 19,9 % | 1,2 % | —     | 2,1 % | —     | —     | —     | —     | —     |
| 2012  | 82,8 %       | 13,6 % | 2,1 % | —     | 1,4 % | —     | —     | —     | —     | —     |
| 2014  | 79,5 %       | 16,3 % | 2,1 % | 2,1 % | —     | —     | —     | —     | —     | —     |
| 2016  | 77,1 %       | 15,7 % | 3,7 % | 3,4 % | —     | —     | —     | —     | —     | —     |

## Culture populaire
Laz Alonso interprète John Conyers dans le film Détroit en 2017.